# Ruben Zarjan
Ruben Zarjan właśc. Ruben Warosi Zarjan (ur. 1 września 1909 w Aleksandrapolu, zm. 1969) – armeński specjalista teatralny, doktor historii sztuki, profesor, wielokrotnie odznaczany. 
Ukończył studia na Uniwersytecie w Erywaniu w 1936 roku. Autor publikacji Walka o rosyjską dramaturgię teatralną w Armenii, Portrety teatralne, Siranujsz, Shekspaire z Adamjan i innych książek. Od 1958 był dyrektorem Instytutu Sztuki Armeńskiej SRR.